# Martine Baay-Timmerman
Martina Henrica Helena (Martine) Baay-Timmerman (Haarlem, 16 januari 1958) is een Nederlands voormalig politica namens 50PLUS. Ze was van 2013 tot 2014 Tweede Kamerlid en van 2017 tot 2023 Eerste Kamerlid.

## Biografie
Na een studie aan de Sorbonne in Parijs studeerde Baay rechten aan de Vrije Universiteit Amsterdam, voordat ze in 1990 advocaat werd. Ze werd nationaal bekend toen ze een proces over de carpoolstrook op de A1 tegen minister Hanja Maij-Weggen wist te winnen. In 2001 verhuisde ze naar Marbella waar haar man medeoprichter was van de Marbella Dutch Business Club. Daar was Baay-Timmerman enige tijd presidente van de vrouwen zakenclub 'Ellas' en deed ze vrijwilligerswerk. Ook schreef ze columns voor de bladen als 'España Magazine' en 'Temperament'. In 2009 keerden ze terug naar Nederland, waarna ze tot oktober 2013 als advocaat-stagiair in arbeidsrecht werkzaam was.

## Politieke carrière
In 2009 werd Baay door Jan Nagel gevraagd zich in te gaan zetten voor 50PLUS. Ze was van november 2011 tot 10 november 2012 als landelijk secretaris lid van het hoofdbestuur.
In september 2012 stond Baay-Timmerman voor 50PLUS op de derde plaats van de kandidatenlijst voor de Tweede Kamerverkiezingen 2012. Doordat de partij twee zetels kreeg, werd ze niet verkozen. Ze behaalde 7.123 voorkeurstemmen. Twee keer zoveel als de nummer twee op de lijst, Norbert Klein.
Op 7 oktober 2013 werd Baay-Timmerman benoemd tot lid van de Tweede Kamer als opvolger van partijleider Henk Krol. De installatie vond plaats op 29 oktober 2013.
Fractievoorzitter Klein zette Baay-Timmerman op 28 mei 2014 uit de Tweede Kamerfractie wegens een voor hem "onherstelbare vertrouwensbreuk". Het hoofdbestuur van 50PLUS koos echter haar kant en eiste van Klein dat hij zijn zetel zou opgeven, wat hij weigerde. Sindsdien vertegenwoordigde ze als enige in de Tweede Kamer de partij 50PLUS onder de naam: 50PLUS/Baay-Timmerman. Vanaf 10 september 2014 werd Baay-Timmerman, wegens ziekte, vervangen door Krol. Op 31 december 2014 trad zij definitief af als lid van de Tweede Kamer.
Op 28 maart 2017 werd Baay-Timmerman als derde kandidaat op de lijst geïnstalleerd als lid van de Eerste Kamer, nadat Martin van Rooijen verkozen was in de Tweede Kamer. Ook in 2019 werd Baay-Timmerman gekozen als lid van de Eerste Kamer. In 2023 was ze niet herkiesbaar.
Vanaf de oprichting in 2018 was Baay-Timmerman algemeen bestuurslid van de Stichting Wetenschappelijk Instituut 50PLUS. In 2023 werd ze ad interim secretaris en in 2024 werd ze benoemd tot penningmeester. In 2025 werd Baay-Timmerman voorzitter van de Stichting Wetenschappelijk Instituut 50PLUS en bleef tevens ad interim penningmeester.

## Persoonlijk
Timmerman is haar officiële geslachtsnaam; Baay is die van haar echtgenoot. Ze woont in Huizen. In 2001-2009 woonde ze in Marbella.